# Lilius
| ” | Johanes Lilius; Officio Reverendus et arte Magister: Qvinquennis Pastor Lengelmakensis obibat. | „ |

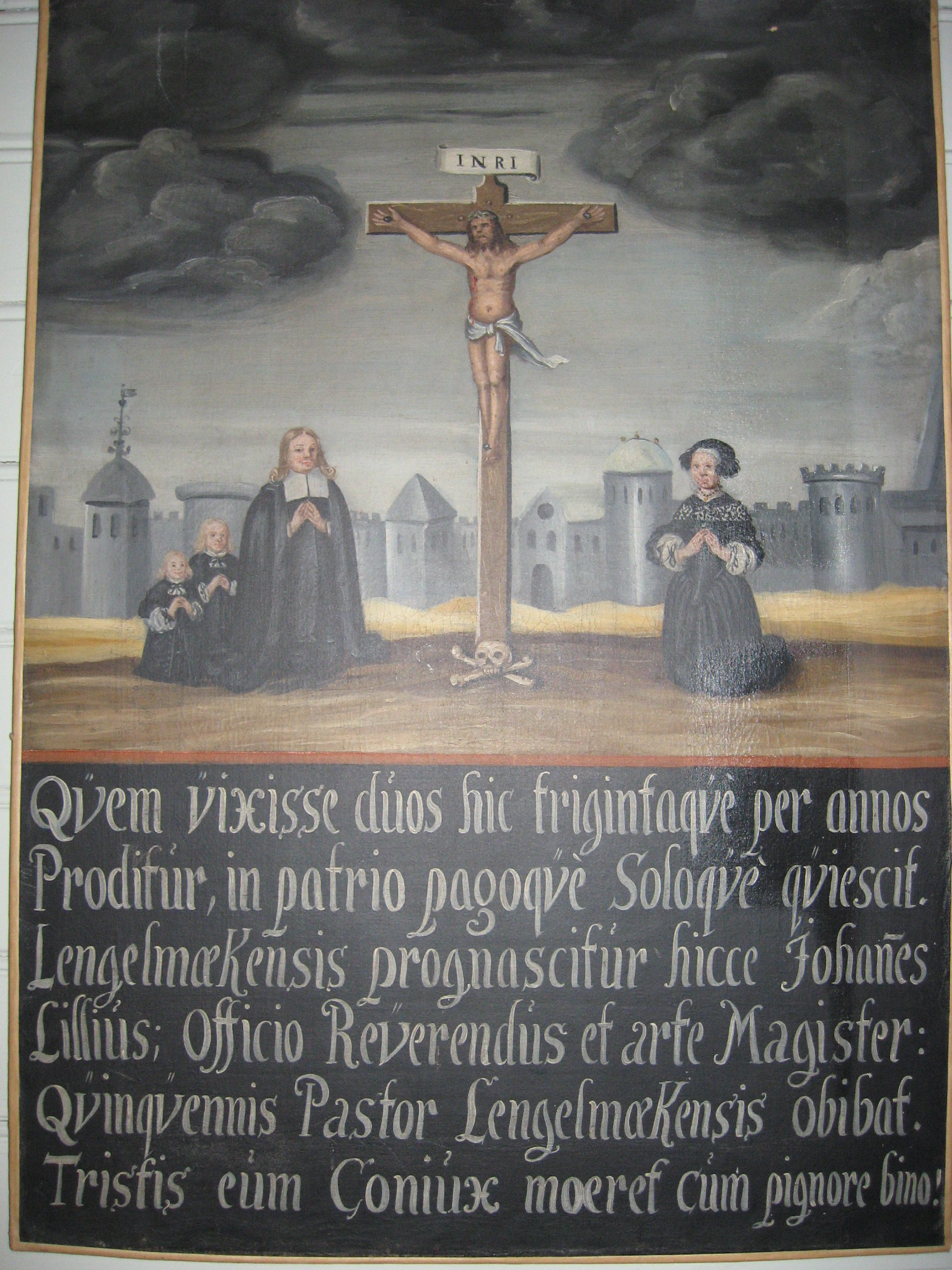
Johan Lilius (1630-1663), med hans två söner och fru Elin Andersdotter Aejmelaeus.

Lilius är en finländsk släkt vars första väl dokumenterade anfader var rusthållaren och länsmannen Hans Johansson Rainenius (f. 1540) i landskapet Satakunda. Hans son kyrkoherden Henricus Johannis Rainenius (1590-1657) och sonsonen magister Johan Lilius antog namnet Lilius.

## Medlemmar
- Henrik Lilius (1683–1745), poet, Messuby församlings kyrkoherde
- Mikael Lilius (1716–1801) hovrättsråd
- Johan Lilius (1724-1803) hovrättsråd, docent, grundande medlem av Aurorasällskapet
- August Lilius (1820-1876), prost, författare, riksdagsman
- Gustaf Henrik Lilius (1822–1882), borgmästare i Fredrikshamn
- Hugo Lilius (1860–1936), senator, riksdagsman, Åbo hovrätts president
- Kasimir Lilius (1863–1936), bankchef, militär, adjutant åt Gustaf Mannerheim
- Theodor Werner Lilius (1864–1924), borgmästare i Jyväskylä
- Frans Oskar Lilius (1871–1928), senator, justitieråd, justitieminister
- Albert Lilius (1873–1947), professor i pedagogik vid Helsingfors universitet, banbrytare i barnpsykologi i Finland
- Aleko Lilius (1890–1977), författare, journalist, äventyrare
- Charlotta Lilius (1899), finsk författare
- Henrik August Kasimir Lilius (s. 1921), Tamfelt Abs verkställande direktör 1956–85
- Carl-Gustaf Lilius (1928–1998), bildkonstnär, författare, Irmelin Sandman Lilius make
- Irmelin Sandman Lilius (1936–), författare,  Carl-Gustaf Lilius maka
- Kaj Rainer Lilius (1933), professor i materialtillverkningsindustri vid Tekniska högskolan, Helsingfors
- Henrik Lilius (1939-), professor i konsthistoria vid Helsingfors universitet, generaldirektör för Museiverket
- Mikael Lilius (1949-), energibolaget Fortums koncernchef
- Carl Johan Lilius (1964-) professor i informationsteknik vid Åbo Akademi